# مدیریت ثروت
مدیریت ثروت (به انگلیسی: Wealth management) یکی از شاخه‌های مشاوره سرمایه‌گذاری است، که از ترکیب فعالیت‌های گوناگون، اما مرتبط از جمله برنامه‌ریزی مالی، مدیریت سبد سهام سرمایه‌گذاری و خدمات مشاوره‌ای سرمایه‌گذاری، حقوقی و … تشکیل شده‌است.
اکثراً مشتریان حقوقی و حقیقی خاص بانک‌ها که معمولاً خالص ارزش دارائی‌های آنان نزد بانک بیش از یک میلیون دلار بوده یا شرکت‌های حقوقی کوچک با درآمدهای بالا، مشتریان خدمات مدیریت ثروت را تشکیل می‌دهند.
مشاوران ارائه‌کننده اینگونه خدمات لزوماً نبایستی دارای مدرک خاصی باشند، این مشاوران با تجربه اندوخته شده‌شان که با کار در بورس اوراق بهادار، بانک و بیمه به دست آمده با ارائه خدمات گوناگونی از جمله ارائه مشاوره سرمایه‌گذاری در نحوه خرید، فروش و مالکیت دارایی‌های مختلف، مدیریت پورتفوی برنامهریزی شده، ارائه مشاوره حقوقی در زمینه سرمایهگذاری مشغول به فعالیت می‌باشند.
در همین راستا، مهم‌ترین بخش فعالیت‌های مدیران این شاخه مرتبط به ترکیب دانش و تجربه در طراحی، اجرا و نظارت بر استراتژی‌های سرمایه‌گذاری خاص است، که پس از هم‌سو نمودن منافع سرمایه‌گذار با موازین قانونی از تأثیرات سوء نوسانات بازار جلوگیری می‌نماید و به‌طور معمول، فرایند طراحی اینگونه استراتژیی‌ها، مبتنی بر قواعد مدیریت در زمینه‌های سرمایه‌گذاری در سهام، سرمایه‌گذاری‌ها با درآمد ثابت، تداوم نقدینگی و به‌وجودآوردن تعادل میان سرمایه‌گذاری‌ها با ریسک پایین، سرمایه‌گذاری در زمینه‌های جایگزین و با ریسک و بازده بالاتر می‌باشد.
بدین ترتیب، یکی از عوامل بسیار مهم در توسعه استانداردهای مدیران ثروت، تجربه برخورد با بازارهای متفاوت و داشتن آگاهی متناسب با ابزارها و قوانین کلی موجود در هر یک از بازارهای مشتق پول و سرمایه می‌باشد.

## تاریخچه
اصطلاح «مدیریت ثروت» نخستین بار در سال ۱۹۳۳ مورد استفاده قرار گرفت. بانک‌های آمریکایی گلدمن ساکس و مورگان استنلی و نیز بانک سوئیسی یوبی‌اس نخستین شرکت‌های خدمات مالی و بانکداری بودند که خدمات مدیریت ثروت را، ارائه نمودند.
در اواخر دهه ۱۹۹۰، مدیریت ثروت حوزه‌ای بود که بیشترین رشد را در صنعت خدمات مالی داشت. اگرچه رکود اقتصادی سال‌های ۲۰۰۰–۲۰۰۲ خسارات زیادی به بسیاری از دست اندرکاران مدیریت ثروت وارد کرد، اما این صنعت با توجه به زیرساخت‌ها و کاربست‌هایش، هنوز صنعت جذاب و قابل توجهی به‌شمار می‌آید.

## رتبه‌بندی
فهرست زیر که در سال ۲۰۱۳ توسط یورومانی ارائه شده‌است، رتبه‌بندی می‌باشد از بزرگترین ارائه‌دهندگان خدمات بانکداری اختصاصی و مدیریت ثروت در سطح بین‌المللی.
| رتبه ۲۰۱۳ | شرکت            | رتبه ۲۰۱۲ |
| --------- | --------------- | --------- |
| ۱         | یوبی‌اس          | ۲         |
| ۲         | کردیت سوئیس     | ۱         |
| ۳         | جی‌پی مورگان چیس | ۴         |
| ۴         | اچ‌اس‌بی‌سی        | ۳         |
| ۵         | سیتی‌گروپ        | ۵         |
| ۶         | دویچه بانک      | ۶         |
| ۷         | مریل لینچ       | ۹         |
| ۸         | سانتاندر گروپ   | ۸         |
| ۹         | ب ان پ پاریبا   | ۷         |
| ۱۰        | گلدمن ساکس      | ۱۱        |